# Viva Maria !
Pour plus de détails, voir Fiche technique et Distribution.
Viva Maria ! est un film français réalisé par Louis Malle, sorti en 1965. 

## Synopsis

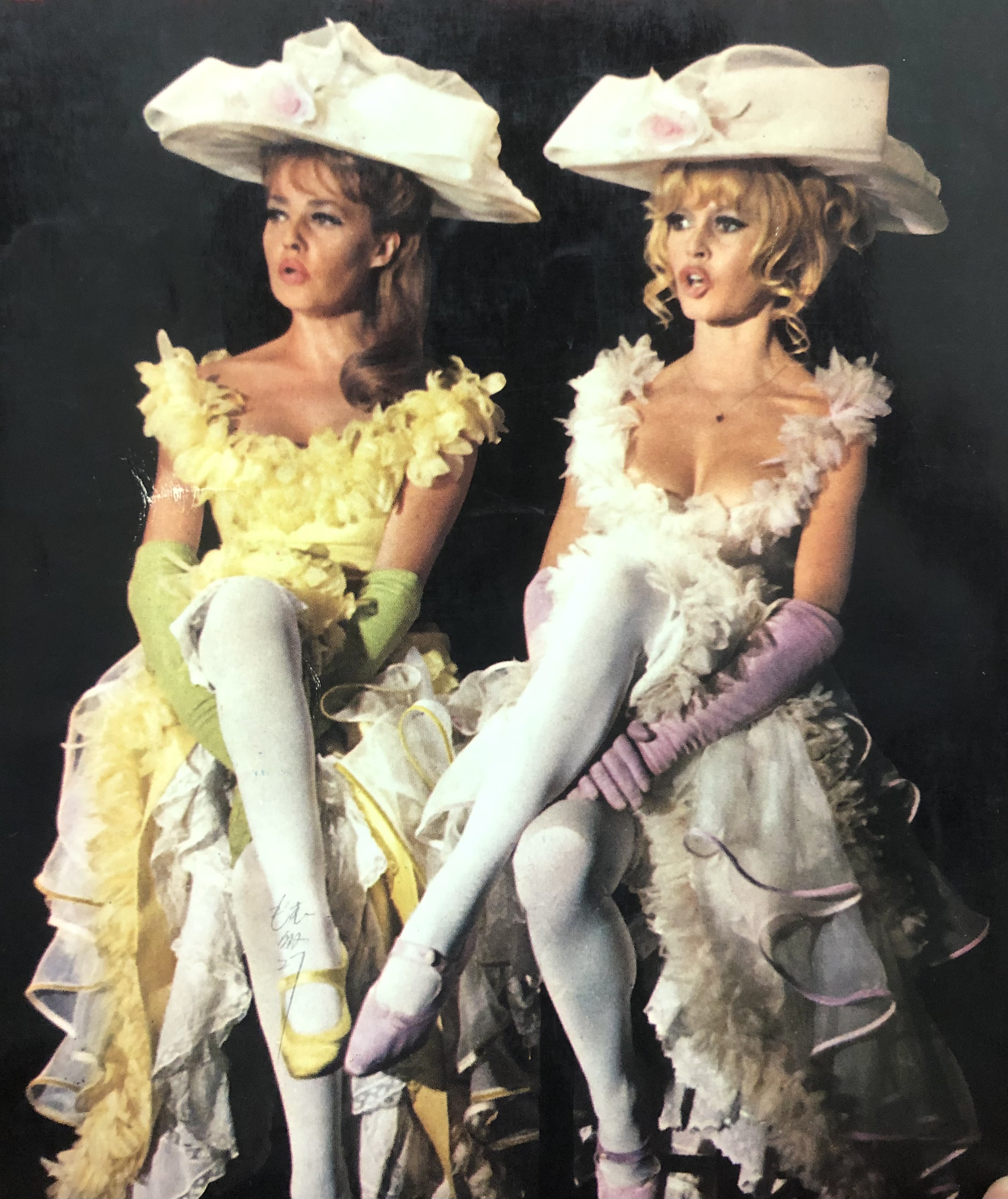
Jeanne Moreau et Brigitte Bardot.

En 1907, dans un pays d’Amérique centrale appelé San Miguel, Maria II, la fille d’un anarchiste républicain irlandais, rencontre Maria I, la chanteuse d’un cirque. Après la mort de son père, Maria II se cache dans le cirque où elle voit la partenaire de Maria I se suicider après une histoire d’amour ratée. Les deux Maria acceptent de former une équipe théâtrale.
Pour ses débuts en tant que chanteuse, Maria II invente accidentellement le striptease, une action qui permet au cirque d’atteindre une grande renommée. Peu de temps après, les Maria rencontrent Florès, un révolutionnaire socialiste. Il les invite à rejoindre sa cause, une révolution contre « El Dictador », mais Florès est bientôt fusillé. Sur son lit de mort, il fait promettre à Maria I de mener à bien sa cause et elle accepte. Bien qu’elle soit d’abord réticente à acquiescer à l’entreprise de Florès et de Marie I, Marie II se joint à la cause lorsqu’elle vient en aide à son amie vulnérable.
Le reste du film concerne la révolution. Après que Maria I a entraîné ses hommes dans une embuscade et que Maria II les a sauvés, les femmes créent une armée paysanne, organisant la campagne en un État quasi socialiste. Il y a de nombreux gags visuels et actions comiques.
Se préparant à prendre la capitale, les Maria sont capturées par des ecclésiastiques catholiques qui craignent le désordre d’une révolution et veulent empêcher le peuple de traiter les femmes comme des saintes. Après une tentative ratée de les torturer (l’équipement de l’Inquisition est trop vieux pour bien fonctionner), les Maria sont secourues par leur armée victorieuse. Finalement, elles déménagent en France, où le cirque est recréé comme une version musicale réussie de la révolution. Les femmes portent maintenant des perruques sombres pour avoir l’air plus « latino-américaines ».

## Fiche technique
- Titre : Viva Maria !
- Réalisation : Louis Malle, assisté de Juan Luis Buñuel, et Volker Schlöndorff
- Scénario : Louis Malle et Jean-Claude Carrière
- Photographie : Henri Decaë
- Musique : 
  - Georges Delerue : le texte de la chanson Ah ! Les p'tites femmes (de Paris) est de Louis Malle et Jean-Claude Carrière
  - Ouverture de l'opéra La dame blanche de François-Adrien Boieldieu, lorsque Maria I et Maria II sont chez Rodriguez.
  - La bande originale du film a été publiée par Philips[1].
- Format : couleur — mono — Panavision eastmancolor
- Langue : français, espagnol
- Genre : comédie, western
- Durée : 120 minutes
- Dates de sortie : 
  - France : 22 novembre 1965
  - États-Unis : 18 décembre 1965

## Distribution
- Brigitte Bardot :  Maria II
- Jeanne Moreau :  Maria I
- Paulette Dubost :  Mme Diogène
- George Hamilton :  Flores
- Claudio Brook (V.F. Jess Hahn) : le grand Rodolfo
- Carlos López Moctezuma : Rodriguez
- Gregor von Rezzori : Diogène
- Carlos Riquelme (non crédité) : le maire à la gare

## Commentaires
- Louis Malle a raconté le tournage du film dans l'émission Cinq colonnes à la une du 5 mars 1965 : « Pour la bataille à la fin du film, on avait fait appel à de nombreux figurants ; parmi eux, il y avait des membres de bandes rivales qui en ont profité pour régler leurs comptes avec des balles réelles. En conséquence, il y a eu des blessés[2]. »

## Accueil
Le film a été un succès au box-office en France avec 3 450 559 entrées, 

## Distinctions

### Récompenses
- 1965 : grand prix du cinéma français
- 1966 : Étoile de cristal de la meilleure actrice pour Brigitte Bardot
- 1967 : BAFA de la meilleure actrice étrangère pour Jeanne Moreau

### Nominations
- 1967 : BAFA de la meilleure actrice étrangère pour Brigitte Bardot

### Revue de presse
- Jean-Elie Fovez, « Viva Maria », Téléciné no 126, Paris, Fédération des loisirs et cultures cinématographiques (FLECC), décembre 1965, p. 36-37,  (ISSN 0049-3287)
- Marine Landrot, « Viva Maria!», Télérama no 3284-3285, Télérama SA, Paris, p. 126, 19 décembre 2012,  (ISSN 0040-2699)